# Csákberény
Csákberény là một thị trấn thuộc hạt Fejér, Hungary. Thị trấn này có diện tích 41,37 km², dân số năm 2010 là 1214 người, mật độ 29 người/km².